# Geoffroy de Lagasnerie

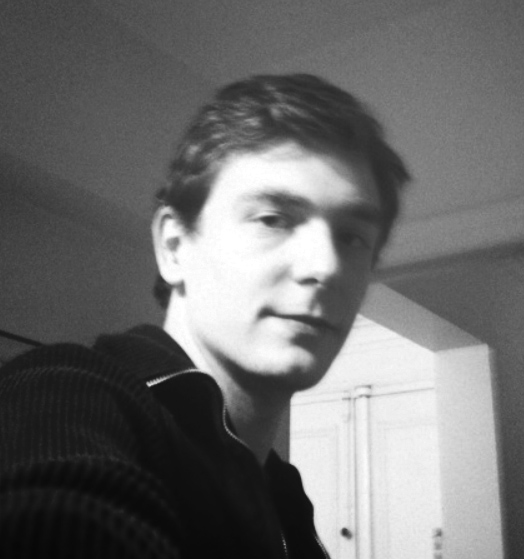
Geoffroy de Lagasnerie (2015)

Geoffroy de Lagasnerie (geboren am 12. April 1981 in Fontenay-aux-Roses bei Paris) ist ein französischer Philosoph und Soziologe. Er beschäftigt sich vor allem mit Sozialphilosophie und Politischer Philosophie, Epistemologie und Kritischer Theorie sowie mit Kultursoziologie, mit einem besonderen Schwerpunkt bei Pierre Bourdieu und Michel Foucault.

## Leben
Geoffroy de Lagasnerie studierte an der École normale supérieure de Cachan und an der École des Hautes Études en Sciences Sociales (EHESS) in Paris. Seit 2013 ist er Professor für Philosophie an der École Nationale Supérieure d’Arts in Cergy. Er ist der Lebenspartner von Didier Eribon. Gemeinsam sind die beiden, schon rund 20 Jahre in einer Beziehung lebend, dem Schriftsteller Édouard Louis freundschaftlich eng verbunden. Über diese Dreierbeziehung hat Lagasnerie ein Buch veröffentlicht, worin er anhand der drei über Freundschaft schreibt.

## Öffentliches Engagement
Im Juli 2014 veröffentlichte er in der Zeitung Libération zusammen mit dem Schriftsteller und Soziologen Édouard Louis einen Aufruf gegen die Teilnahme Marcel Gauchets am Rendez-vous de l’Histoire de Blois, der großes Aufsehen in der französischen Öffentlichkeit erregte und viel diskutiert wurde.
Im September 2015 veröffentlichte de Lagasnerie wiederum zusammen mit Édouard Louis ein „Manifest für eine intellektuelle und politische Gegenoffensive“ in der Zeitung Le Monde, das sich gegen den neuen Rechtsruck in Frankreich und Europa wendete und ebenfalls viel Aufsehen erregte und wenig später auch im Los Angeles Review of Books veröffentlicht wurde.
2015 wurde er vom Magazin Les Inrockuptibles zu den 100 wichtigsten innovativen Personen des französischen kulturellen Lebens gezählt.
De Lagasnerie engagiert sich seit 2018 bei der Gelbwestenbewegung, um sie für die Linke zu gewinnen. Bei den französischen Präsidentschaftswahlen 2022 unterstützte er den linksnationalistischen Jean-Luc Mélenchon. Politisch verortet er sich „links von Mélenchon“.

## Zitate
„Allein die Soziologie sagt die Wahrheit über den Staat, während die politische Philosophie als Mystifikationsmaschine funktioniert.“

## Veröffentlichungen

### Monographien
- Après tout. Entretiens sur une vie intellectuelle, (mit René Schérer), Éditions Cartouche 2007.
- L’empire de l’université. Sur Bourdieu, les intellectuels et le journalisme, Amsterdam 2007.
- Sur la science des œuvres. Questions à Pierre Bourdieu (et à quelques autres), Cartouche 2011.
- Logique de la création. Sur l’Université, la vie intellectuelle et les conditions de l’innovation, Fayard 2011.
- La dernière leçon de Michel Foucault. Sur le néolibéralisme, la théorie et la politique, Fayard 2012.
  -  Michel Foucaults letzte Lektion. Über Neoliberalismus, Theorie und Politik, übers.: Isolde Schmitt. Passagen, Wien 2017.
- L’Art de la révolte. Snowden, Assange, Manning, Fayard 2015.
  - Übers. Jürgen Schröder: Die Kunst der Revolte. Snowden, Assange, Manning, Suhrkamp, Berlin 2016, ISBN 978-3-518-58687-7.
- Juger. L’Etat pénal face à la sociologie, Fayard 2016.
  - Übers. Jürgen Schröder: Verurteilen. Der strafende Staat und die Soziologie, Suhrkamp, Berlin 2017, ISBN 978-3-518-58709-6.
- Penser dans un monde mauvais. Presses universitaires de France 2017.
  - Übers. Felix Kurz: Denken in einer schlechten Welt, Matthes & Seitz Berlin, Berlin 2018. ISBN 978-3-95757-527-2.
- Le Combat Adama (mit Assa Traoré), Éditions Stock 2019.
- La conscience politique. Fayard 2019.
  - Übers. Richard Steurer-Boulard: Das politische Bewusstsein, Passagen Verlag, Wien 2022, ISBN 978-3-7092-0473-3.
- L'art impossible, Presses universitaires de France 2020.
  - Übers. Luca Homburg: Die unmögliche Kunst, Passagen Verlag, Wien 2022, ISBN 978-3-7092-0518-1
- Sortir de notre impuissance politique, Fayard, 2020.
  - Übers. Luca Homburg: Der Ausweg aus unserer politischen Ohnmacht, Passagen Verlag, Wien 2023, ISBN 978-3-7092-0543-3.
- 3: Une aspiration au dehors,  Éditions Flammarion, Paris 2023.
  - 3 – Ein Leben außerhalb. Lob der Freundschaft, übersetzt von Andrea Hemminger, S. Fischer, Frankfurt 2023, ISBN 978-3-10-397575-8.

### Aufsätze
- Que signifie penser? in François Caillat (Hg.), Foucault contre lui-même, PUF, 2014
  - deutsch in: Foucault gegen Foucault. Übers. Isolde Schmitt. Passagen, Wien 2017